# درخت لیمو (فیلم)
درخت لیمو (عبری: עץ לימון‎، آوانگاری: 'Etz Limon; عربی: شجرة ليمون، آوانگاری: 'Shajaret Leimoun) یک فیلم درام اسرائیلی محصول سال ۲۰۰۸ به کارگردانی و تهیه‌کنندگی اران ریکلیس است.

## جوایز
- زردآلوی نقره‌ای ویژه برای بهترین فیلم سینمایی در پنجمین دوره جشنواره بین‌المللی فیلم زردآلوی طلایی ایروان